# Павле Лаловић
Павле Лаловић (Јагњило, 1939, Јагњило код Тополе – 2000, Ниш) је био боксер, државни репрезентативац у боксу и песник.

## Живот и рад
Рођен је у црногорској избегличкој породици у Јагњилу, рано је остао без оца, па је дошао у Ниш, где је завршио угоститељску школу (1953 – 1956) и запослио се. Потом завршава и Вишу угоститељску и усавршава се у Лондону. Ради у елитним нишким ресторанима, а једно време и као професор у Угоститељској школи у Бујановцу. Својим иноваторским радом допринео је да стекну углед ресторани дуж ауто-пута Београд – Ниш: „Стари храст“ и „Липовачка шума“, као и ресторан лечилишта „Радон“ у Нишкој Бањи. Био је управник комерцијалног угоститељства и туризма Електронске индустрије Ниш са 18 хиљада радника.
Врло млад, са петнаест година, почео је да боксује у БК Раднички у Нишу, да би у шеснаестој и званично укрстио рукавице, бранећи боје клуба. Под тренерским вођством Братислава Лозановића, у седамнаестој години постаје омладински првак Југославије. Био је крхке грађе, али срчан и вешт техничар, тако да је у шестој и седмој деценији двадесетог века код публике био један од омиљенијих и цењенијих боксера. Боксовао је у категоријама од перо до бантам, највише за нишки „Раднички“, с краћим прекидима у „Јасеници“ у Смедеревској Паланци и панчевачком „Динаму“. Био је четвороструки првак државе (1959 – 1962) и петоструки репрезентативац, од 273 меча, колико је у каријери имао, никада није био дисквалификован, нити добио јавну опомену од судија. Међу првима је седамдесетих година 20. века проговорио у „Кино оку“ РТБ о проблемима боксерског спорта, тврдећи да је то спорт „изузетно талентованих, ванредно припремљених и још боље заштићених бораца“. Убрзо након тога боксерима су уведене кациге за борбе у рингу.
Павле Лаловић је био и талентовани песник. Поезију је објављивао у листовима и часописима, а потом и збирку песма и прозне записе „Срушени анђели“ у часописима, као и прозу о нишком 
боему Авди Зекићу. Народно позориште у Нишу извело је његов комад „Срушени анђели“ 1996. године

## Књиге
- Не буди свој крај, песме, Ниш, 1982.
- Авдо Зекић, шпански глумац, Ниш, 1992.